# フレッド・タタショア
フレッド・タタショア（英語: Fred Tatasciore、1967年 - ）は、アメリカ合衆国の男性声優、コメディアン。ニューヨーク州ニューヨーク出身。

## 出演作品

### テレビアニメ
1999年
- ファミリー・ガイ（ジョン・マッデン）

2001年
- ファミリー・ガイ（チェビー・チェイス）

2005年
- アメリカン・ダッド（警察官2）
- 金色のガッシュベル!!（デモルト）
- スター・ウォーズ クローン大戦（クワイ＝ガン・ジン、オポー・ランシセス）
- NARUTO -ナルト-（ガトー）
- ビリー&マンディ（トム・スミス）
- ファミリー・ガイ（アナウンサー、アーノルド・パーマー、マイケル・アイズナー）
- ロボット・チキン（アドルフ・ヒトラー）

2006年
- アバター 伝説の少年アン（ヨン）
- クラス・オブ・ミュージック!（ビースト）
- ビリー&マンディ（太った男）
- ベン10（キャノンボルト、ベン・テニスン（成長後）、リップジョーズ 他）
- ラマだった王様 学校へ行こう!（パチャ）
- ロボット・チキン（ナレーター）

2007年
- アフロサムライ（シュウゾウ、ジュウゾウ）
- アメリカン・ダッド（シークレットサービス）
- ビリー&マンディ（エイリアン）
- ベン10 オムニトリックスの秘密（キャノンボルト、ウェイビッグ）

2008年
- ウルヴァリン・アンド・ジ・X-メン（ビースト、ハルク）

2009年
- チャウダー（ノーム 他）

2010年
- アベンジャーズ 地球最強のヒーロー（ハルク 他）
- ジェネレーター・レックス（ノー・フェイス）
- NARUTO -ナルト- 疾風伝（角都）
- バットマン:ブレイブ&ボールド（ロック軍曹、ミュータント・マスター、アーセナル）
- ベン10:アルティメット・エイリアン（永遠の騎士団）
- マッド（ロバート・ラングドン）

2011年
- アベンジャーズ 地球最強のヒーロー（ザ・シング / ベンジャミン〈ベン〉・ジェイコブ・グリム）
- ウルヴァリン（矢志田信玄）
- X-MEN（ビースト）
- Kung Fu Panda: Legends of Awesomeness（シーフー老師）
- スター・ウォーズ/クローン・ウォーズ（ジロ・ビースト）
- マッド（オプティマス・プライム、ウッディ、ティガー、ピッコロ）
- ロボット・チキン（スポック）

2012年
- アベンジャーズ 地球最強のヒーロー（テレビの司会者）
- アルティメット・スパイダーマン（ハルク、警察官）
- ベン10:アルティメット・エイリアン（ウェイビッグ）

2017年
- LEGO スター・ウォーズ/フリーメーカーの冒険（BL-OX）

2020年
- スタートレック:ロワー・デックス（シャックス大尉）

2023年
- ムーンガール&デビル・ダイナソー（デビルダイナソー）

### 劇場アニメ
2006年
- アントブリー（理事2、理事5）
- おさるのジョージ

2007年
- TMNT（ジェネラル・ガトー）
- マダガスカル2（密猟者2）

2009年
- 9 〜9番目の奇妙な人形〜（8、ラジオの声）

2010年
- アルファ・アンド・オメガ（ガーン）

2011年
- カンフー・パンダ2（パンダの父）

2014年
- ももへの手紙（イワ）

2015年
- 思い出のマーニー
- UFO学園の秘密 The Laws of The Universe Part0（丸井）

2017年
- バイオハザード: ヴェンデッタ（ディエゴ）

2018年
- インクレディブル・ファミリー

### OVA
2006年
- アルティメット・アベンジャーズ（ハルク）
- ファイナルファンタジーVII アドベントチルドレン（ノッズ）

2007年
- アイアンマン: 鋼の戦士（マンダリン）
- ガーフィールド3（ビリー）
- ドクター・ストレンジ: 魔法大戦（オリバー）

2008年
- ネクスト・アベンジャーズ: 未来のヒーローたち（ハルク）

2009年
- ガーフィールド・ザ・ヒーロー（ビリー）
- ウルヴァリンVSハルク（ハルク）

### Webアニメ
- ULTRAMAN（2019年、早田進）

### ゲーム
2005年
- ゴッド・オブ・ウォー（ポセイドン、漁師）
- 金色のガッシュベル!! 激闘!最強の魔物達（デモルト）
- Spyro: A Hero's Tail
- デストロイ オール ヒューマンズ!（警察官）
- バットマン ビギンズ（ジェームズ・ゴードン）
- 龍が如く

2006年
- GOD HAND（テッキュウ、ドビュッシー）
- デストロイ オール ヒューマンズ!2（KGBエージェント）

2007年
- ゴーストライダー（ブレイド）
- ゴッド・オブ・ウォーII 終焉への序曲（テュポン）
- スパイダーマン3
- Spider-Man: Friend or Foe（ライノ、スコーピオン、カーネイジ）
- トランスフォーマー THE GAME（ラチェット、サイドスワイプ）
- ノーモア★ヒーローズ（Dr.シェイク、ランドル・ロビィコフ）
- Ben 10: Protector of Earth（キャノンボルト、永遠の騎士団）
- Mass Effect（サレン）
- ライラの冒険 黄金の羅針盤（イオレク・バーニソン、クマ）
- ローグギャラクシー（ディーゴ・アージス）

2008年
- アイアンマン（アイアンモンガー、兵士）
- インクレディブル・ハルク（ハルク）
- カンフー・パンダ（シーフー老師）
- ゴッド・オブ・ウォー 落日の悲愴曲（アトラス、ペルシャ王、兵士）
- Spider-Man: Web of Shadows（ライノ）
- スパイロの伝説：ドーンオブザドラゴン（メドウ）
- 007 慰めの報酬
- メタルギアソリッド4（ビースト）
- レゴ バットマン THE VIDEO GAME（ベイン）

2009年
- アサシン クリード II（マリオ・アウディトーレ）
- ゴーストバスターズ
- コール オブ デューティ モダン・ウォーフェア2
- ターミネーター4（レジスタンス兵士）
- トランスフォーマー: リベンジ（グリンドル、デモリッシャー、デバステイター 他）
- NARUTO -ナルト- 疾風伝 激闘忍者大戦!EX3（角都）
- バットマン アーカム・アサイラム（ベイン）
- マッドワールド（ヴォン・トアレンキラー、シャーマンズ、ビッグ・ロング・ドリラー）

2010年
- アサシン クリード ブラザーフッド（マリオ・アウディトーレ）
- コール オブ デューティ ブラックオプス（ニコライ）
- ゴッド・オブ・ウォーIII（アレス、テュポン、バーバリアンキング）
  - ゴッド・オブ・ウォー 降誕の刻印（ゼウス）
- Spider-Man: Edge of Time（J・ジョナ・ジェイムソン）
- Spider-Man: Shattered Dimensions（ゼウス）
- スカイランダース スパイロズ・アドベンチャー
- トランスフォーマー/ダークサイド・ムーン（メガトロン、バンブルビー、ラチェット、サイドスワイプ）
- NARUTO -ナルト- 疾風伝 ナルティメットアクセル2（角都）
- NARUTO -ナルト- 疾風伝 ナルティメットストーム3（角都）
- ノーモア★ヒーローズ2 デスパレート・ストラグル（レッツ・シェイク博士）
- Mass Effect 2（クーリの管理人）

2011年
- バットマン アーカム・シティ（ベイン）
- MARVEL VS. CAPCOM 3 Fate of Two Worlds（ハルク）

2012年
- アサシン クリード III（ニコラス・ビドル）
- The Amazing Spider-Man（アルティメット・カーネイジ）
- Transformers: Fall of Cybertron（メガトロン、ラチェット、メトロフレックス）
- Transformers Prime: The Game（ドレッドウイング、ビーコン・ヘリコプター、ビーコン・タンク）
- Mass Effect 3（ブラック）
- Lego Batman 2: DC Super Heroes（キラークロック、マンバット）
- ロリポップチェーンソー（キラビリー）

2017年
- クラッシュ・バンディクー ブッとび3段もり!（ディンゴダイル）
- マーベル VS. カプコン:インフィニット（ハルク、ゴーストライダー）

2019年
- クラッシュ・バンディクーレーシング ブッとびニトロ!（ディンゴダイル、グリン、コモド・ジョー、コモド・モー、コアラコング、キングチキン、メガミックス）

2021年
- クラッシュ・バンディクー4 とんでもマルチバース（ディンゴダイル）

### 実写映画
2000年
- ワンダー・ボーイズ（声）

2004年
- チーム★アメリカ/ワールドポリス（サミュエル・L・ジャクソンの声）

2007年
- シャッフル（声の出演）
- デッド・サイレンス（男の声）
- 魔法にかけられて（トロルの声）

2008年
- スパイダーウィックの謎（コブリンの声）
- マックス・ペイン（ルーピング）

2012年
- プロメテウス（声の出演）

2013年
- ジャックと天空の巨人（ループグループ・アクター）
- スター・トレック イントゥ・ダークネス（その他の声）

2015年
- スター・ウォーズ/フォースの覚醒（その他の声）

2016年
- ローグ・ワン/スター・ウォーズ・ストーリー（その他の声）

2017年
- IT/イット “それ”が見えたら、終わり。（ループグループ）
- スター・ウォーズ/最後のジェダイ（その他の声）
- パワーレンジャー（ゴールダーの声、パティーの声）

2018年
- ハン・ソロ/スター・ウォーズ・ストーリー（その他の声）
- A-X-L/アクセル（アクセルの声）

### 吹き替え
2000年
- ターゲット・ブルー
- プロジェクトA

2002年
- D&D 完全黙秘

2003年
- プロジェクトA2 史上最大の標的

### テレビドラマ
- パワーレンジャー・コズミックフューリー（2023年、ロード・ゼッドの声）

### その他
- スター・ツアーズ:ザ・アドベンチャーズ・コンティニュー（2011年、シール将軍）
- Kings of Crash（2013年、ナレーター）